# 싱가포르 동물원

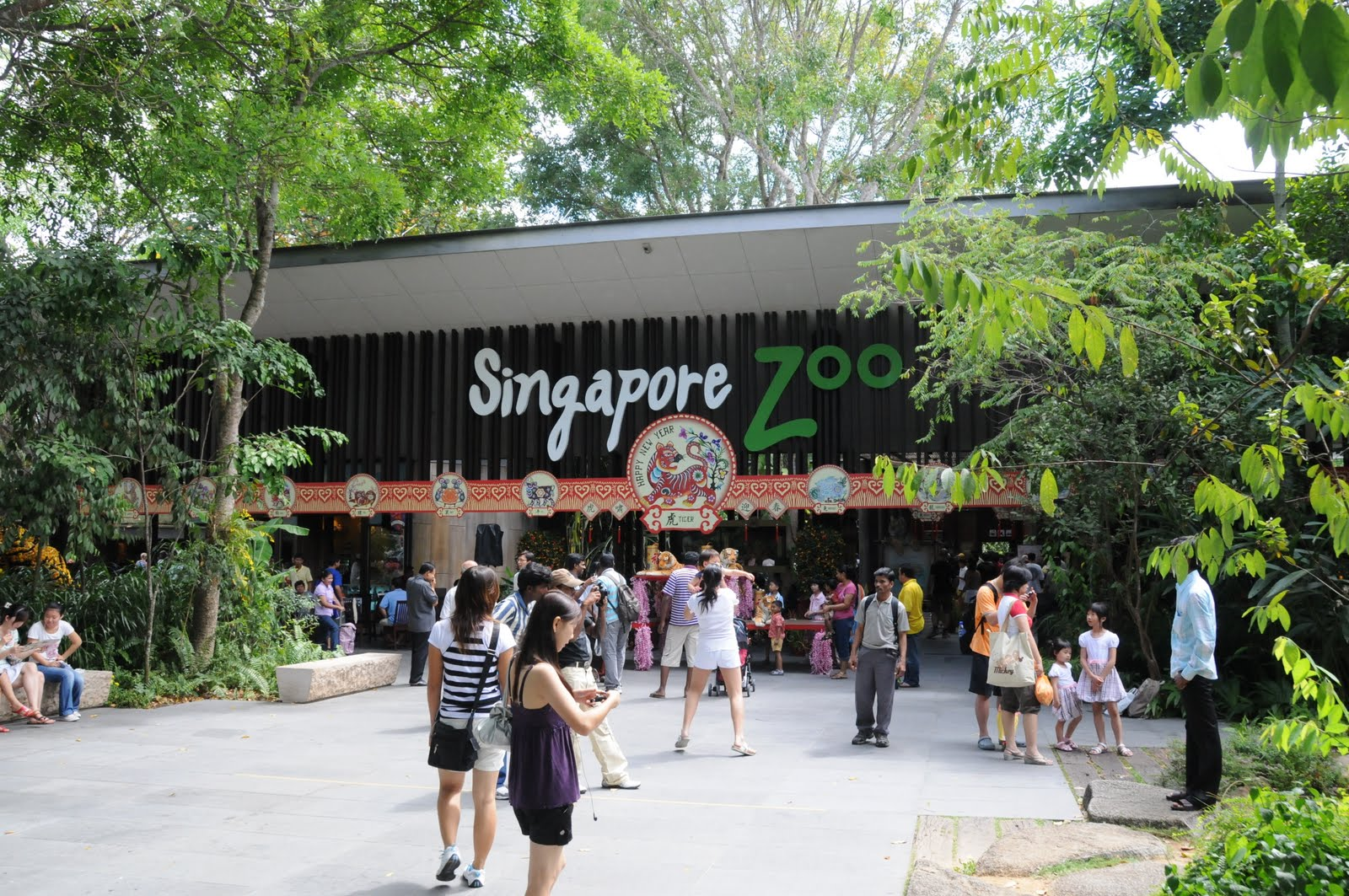

싱가포르 동물원(Singapore Zoo, 과거 명칭: Singapore Zoological Gardens)은 28헥타르를 차지하는, 싱가포르에 위치한 동물원이다.
전 세계적으로 보기 드물게 오픈 시스템으로 조성된 싱가포르 동물원은 연못이나 식물 등 자연조건을 이용하여 동물과 인간 사이의 안전거리만을 만들어 놓았을 뿐이다. 거의 300여종이 넘는 3,000여의 동물들이 이렇게 울타리가 거의 없이 확 트인 경관으로 조성된 정원에서 자유롭게 어슬렁거린다. 한껏 자연을 만끽하려는 관광객들에게 상당히 인기가 있는 곳으로 특히 이곳의 최대 자랑거리는 오랑우탄과 함께 하는 아침식사 시간이다. 뷔페식으로 차려진 식당에서 아침식사를 하고 있으면 오랑우탄이 사육사의 손을 잡고, 혹은 자전거를 타고 테이블로 다가오는데 나란히 앉아서 함께 식사를 즐기며 기념촬영을 할 수도 있다.

## 갤러리

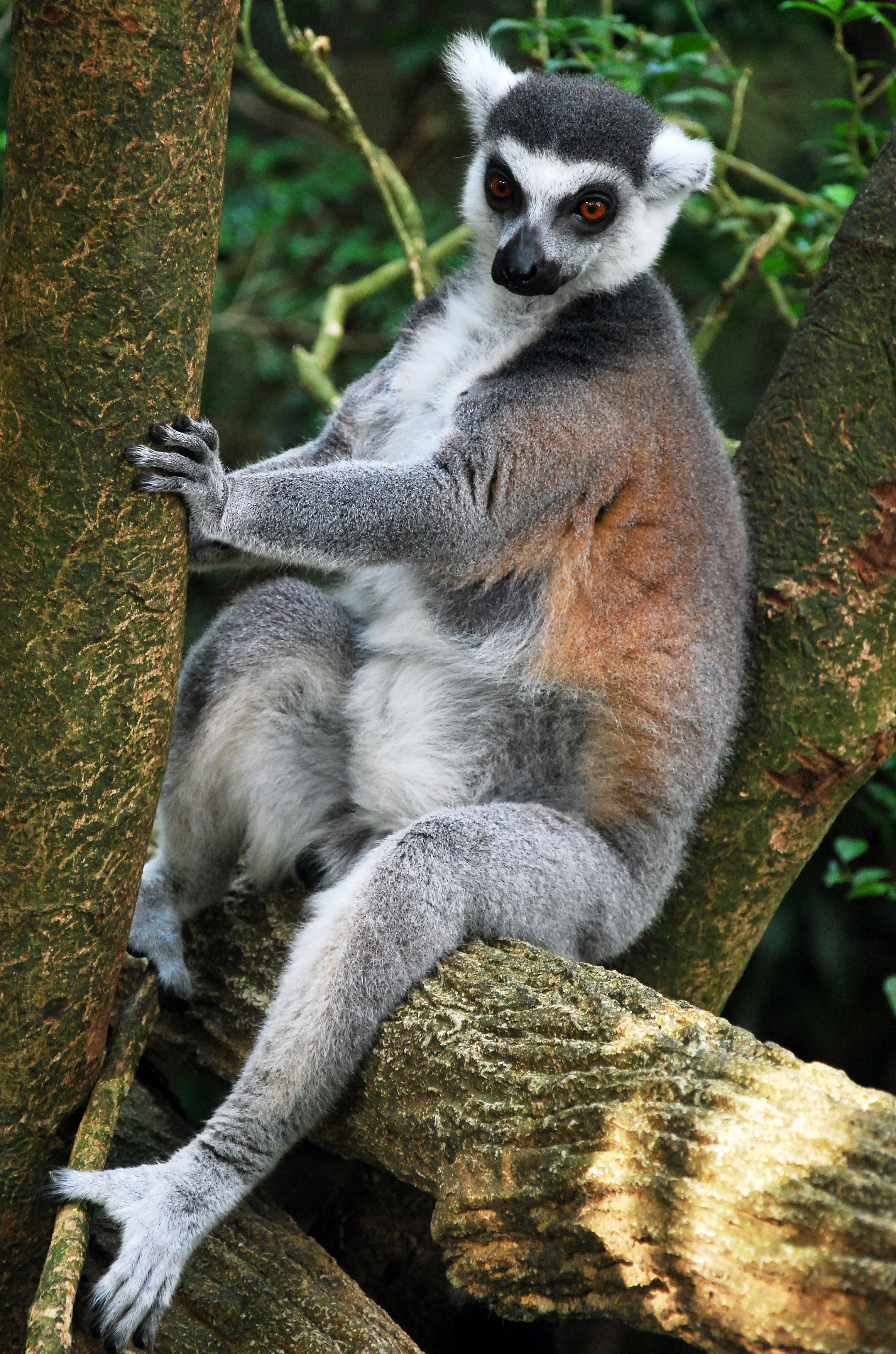
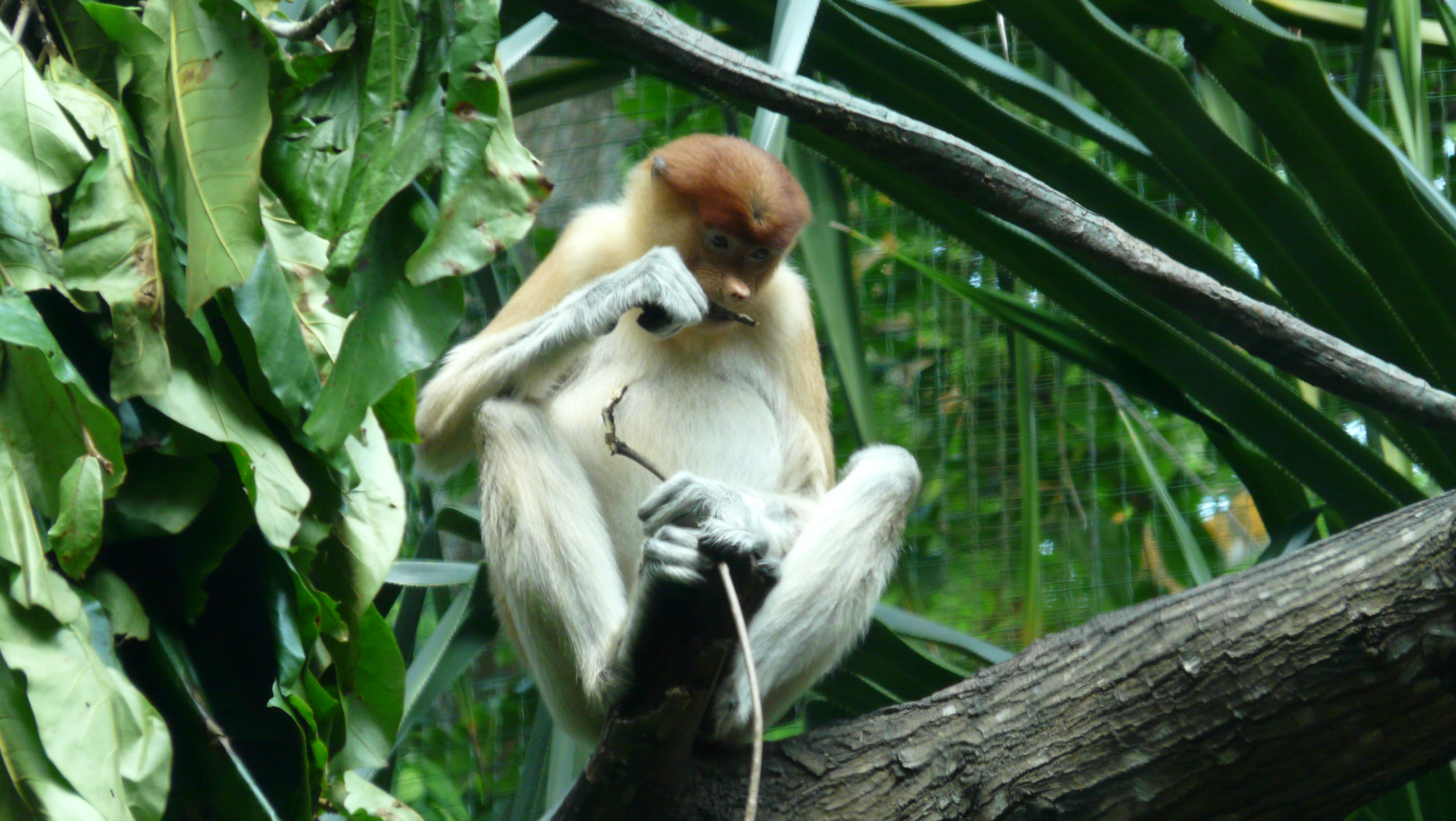
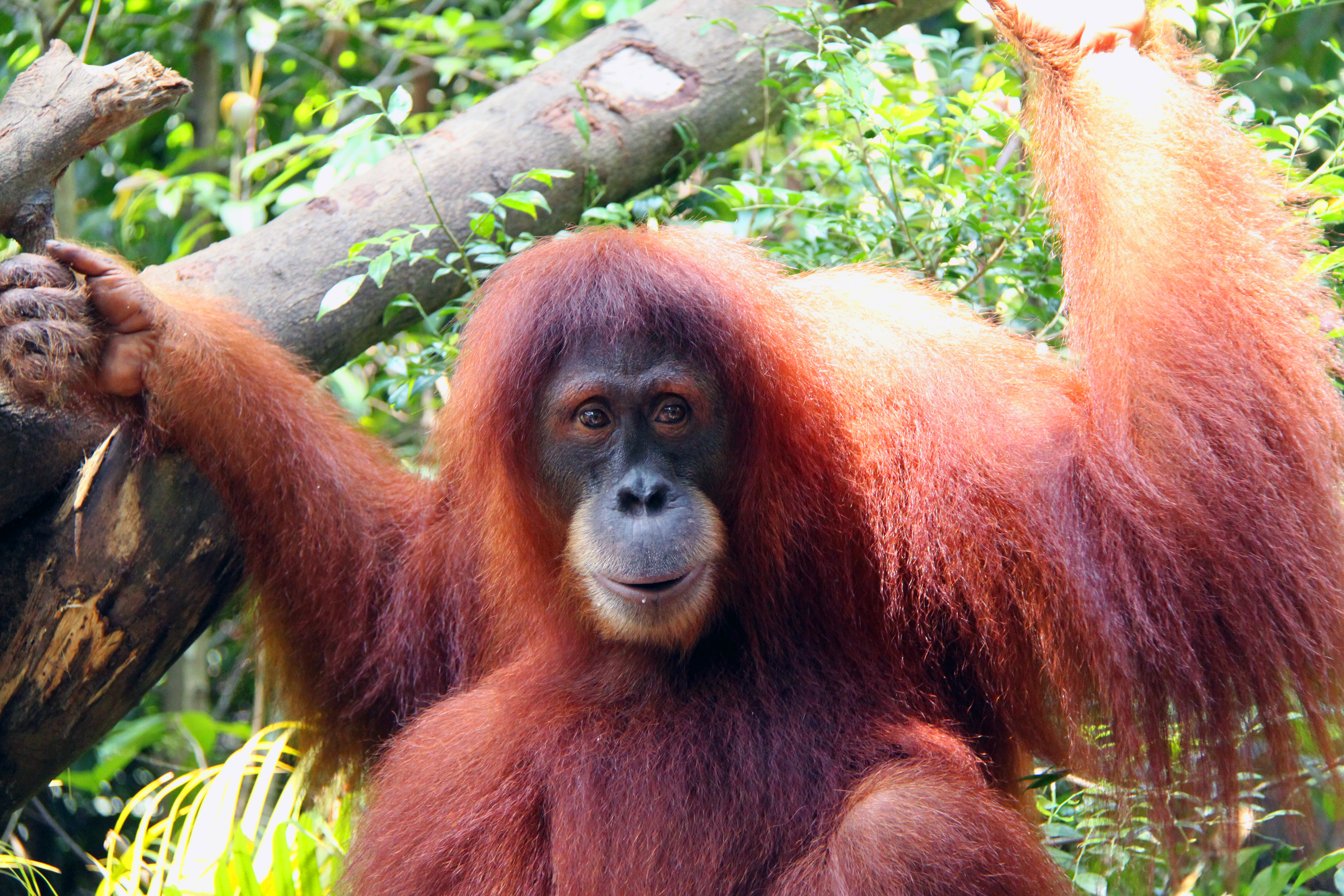
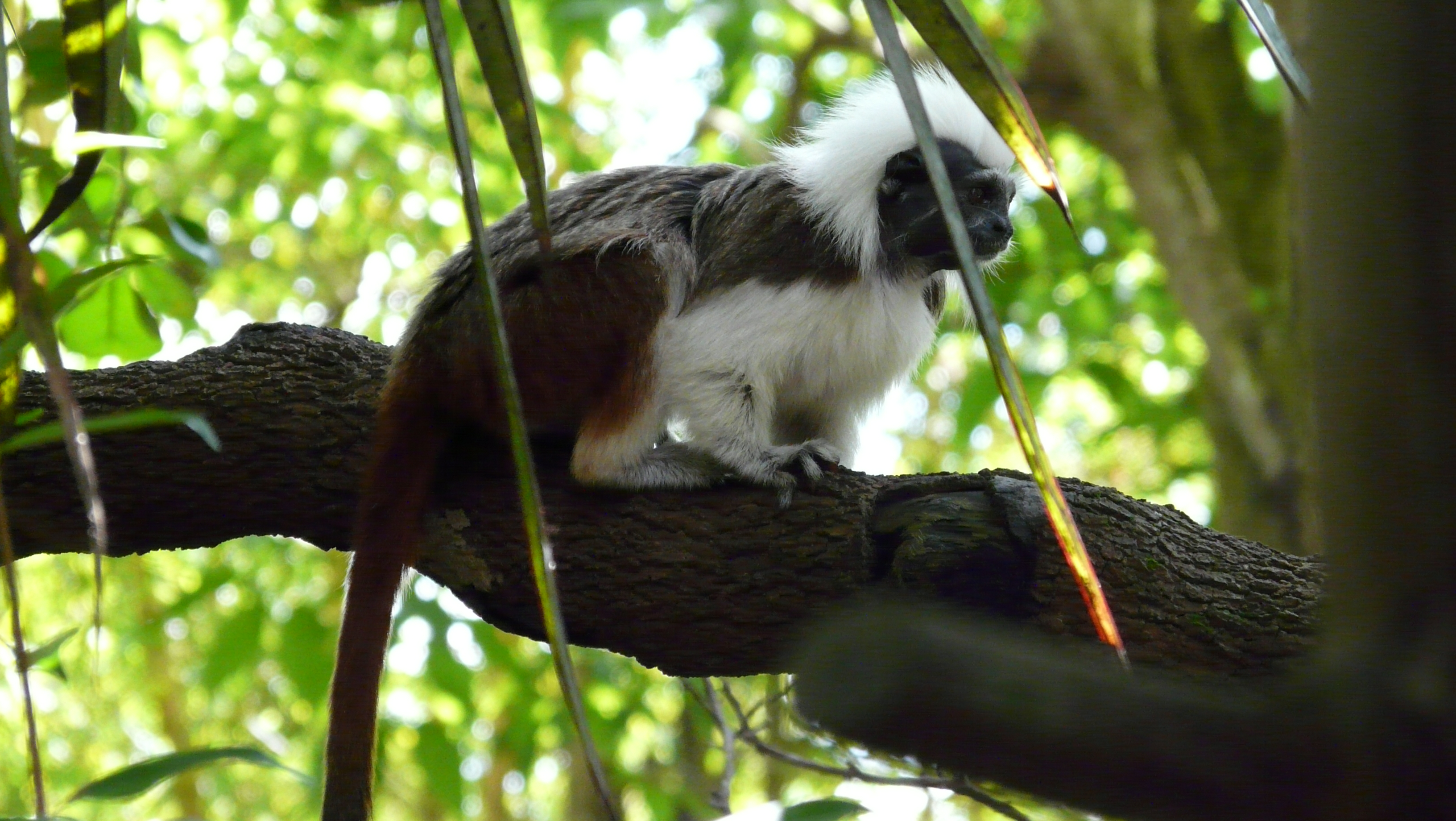
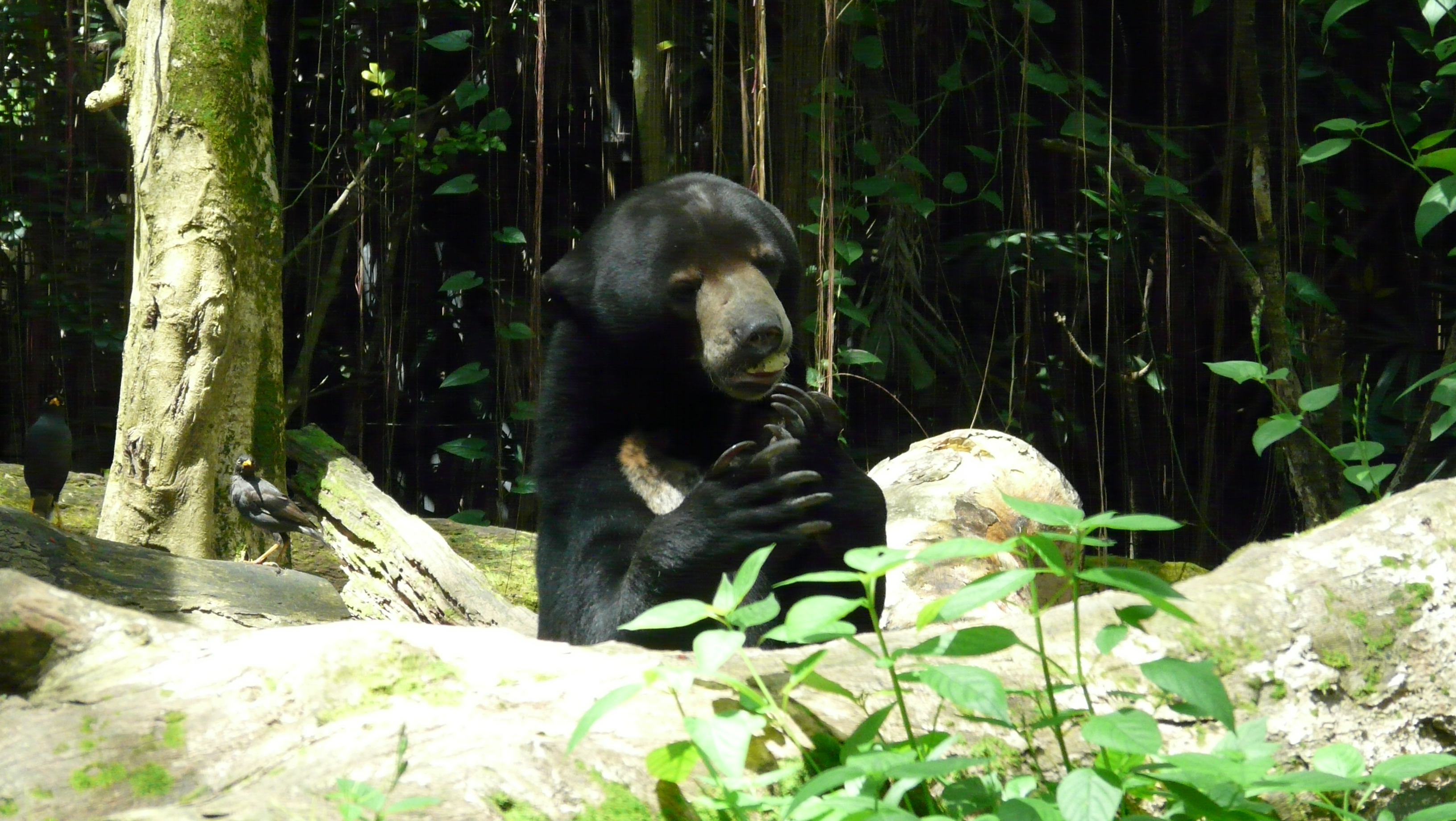
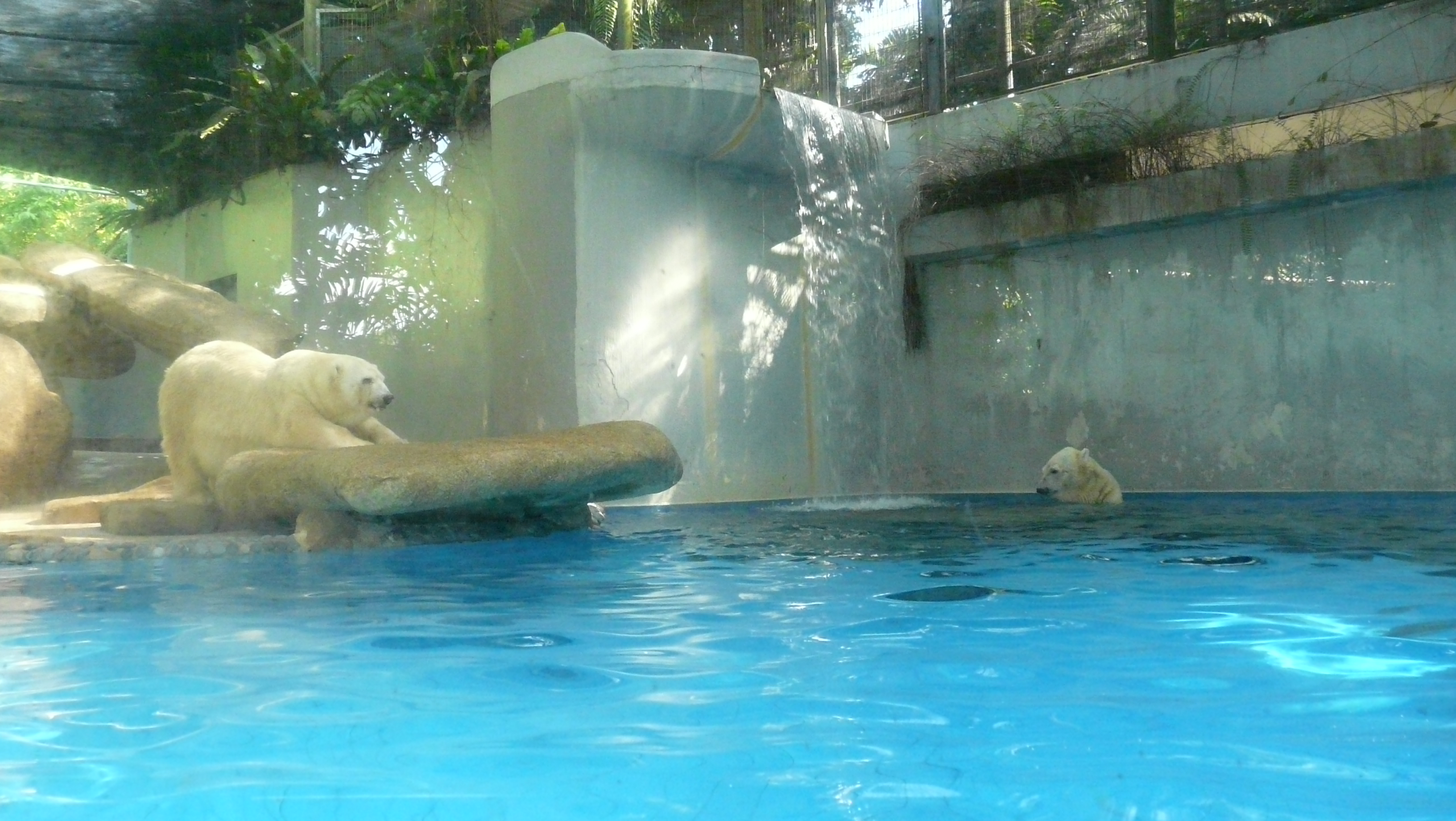
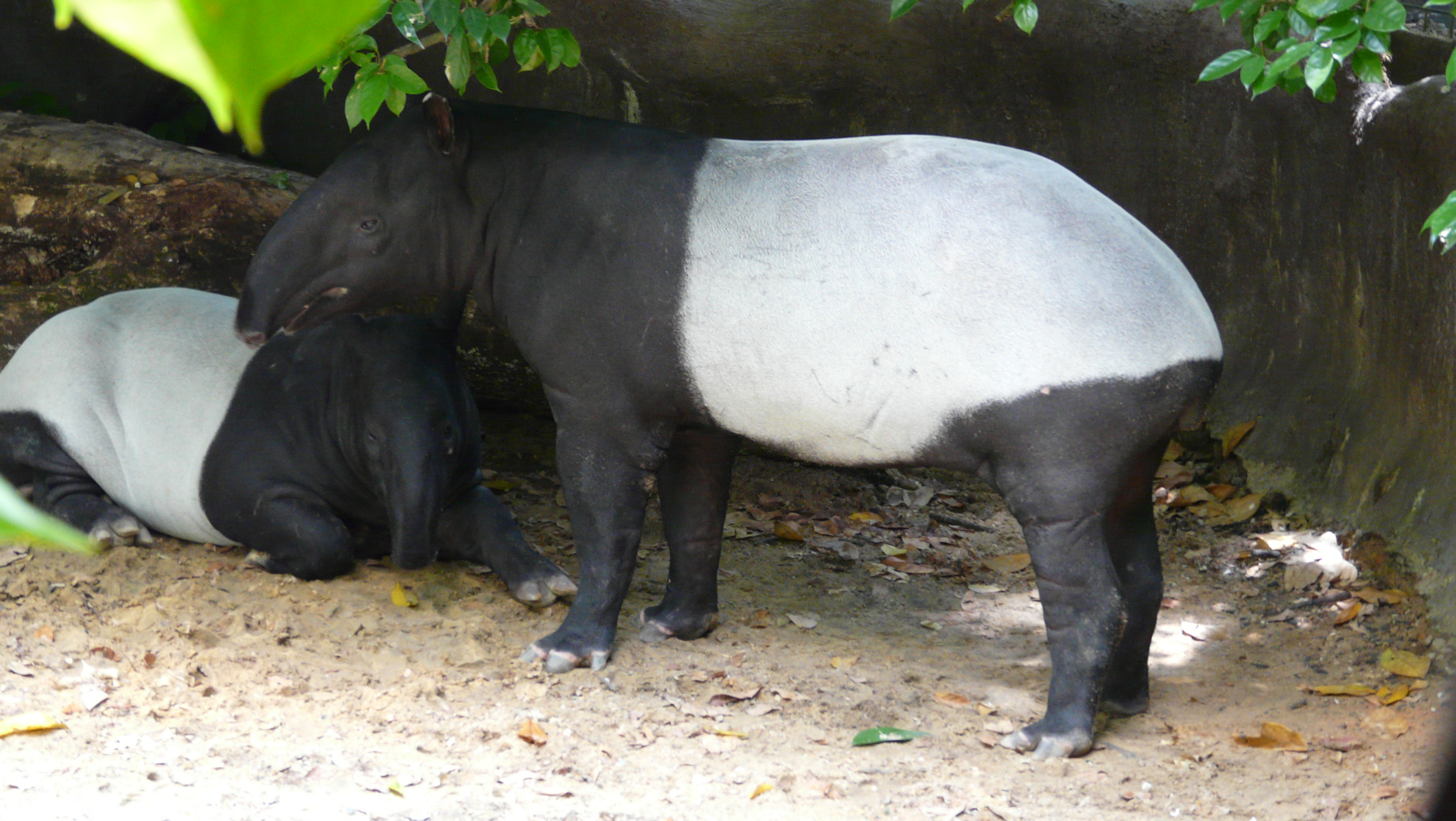
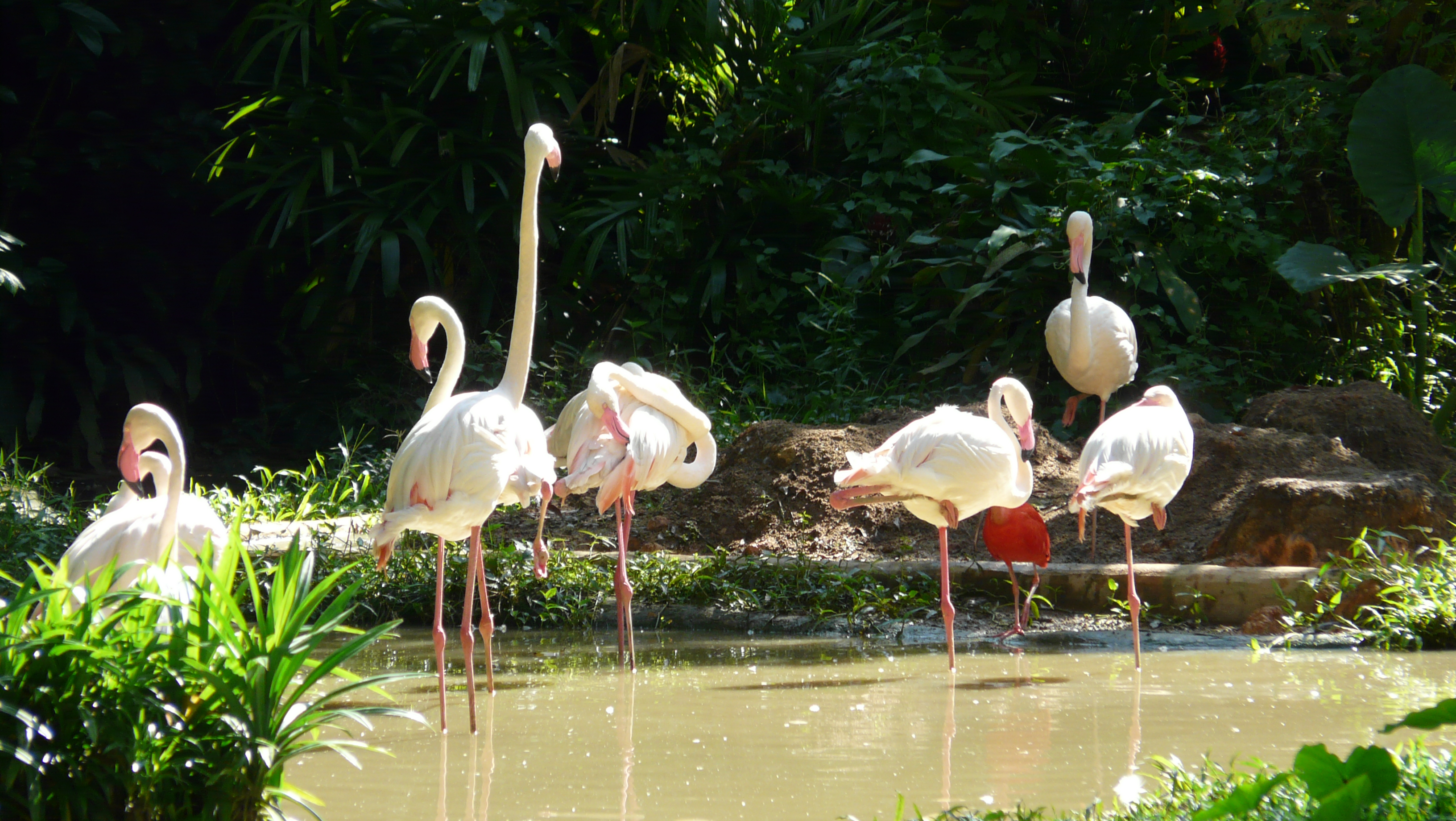
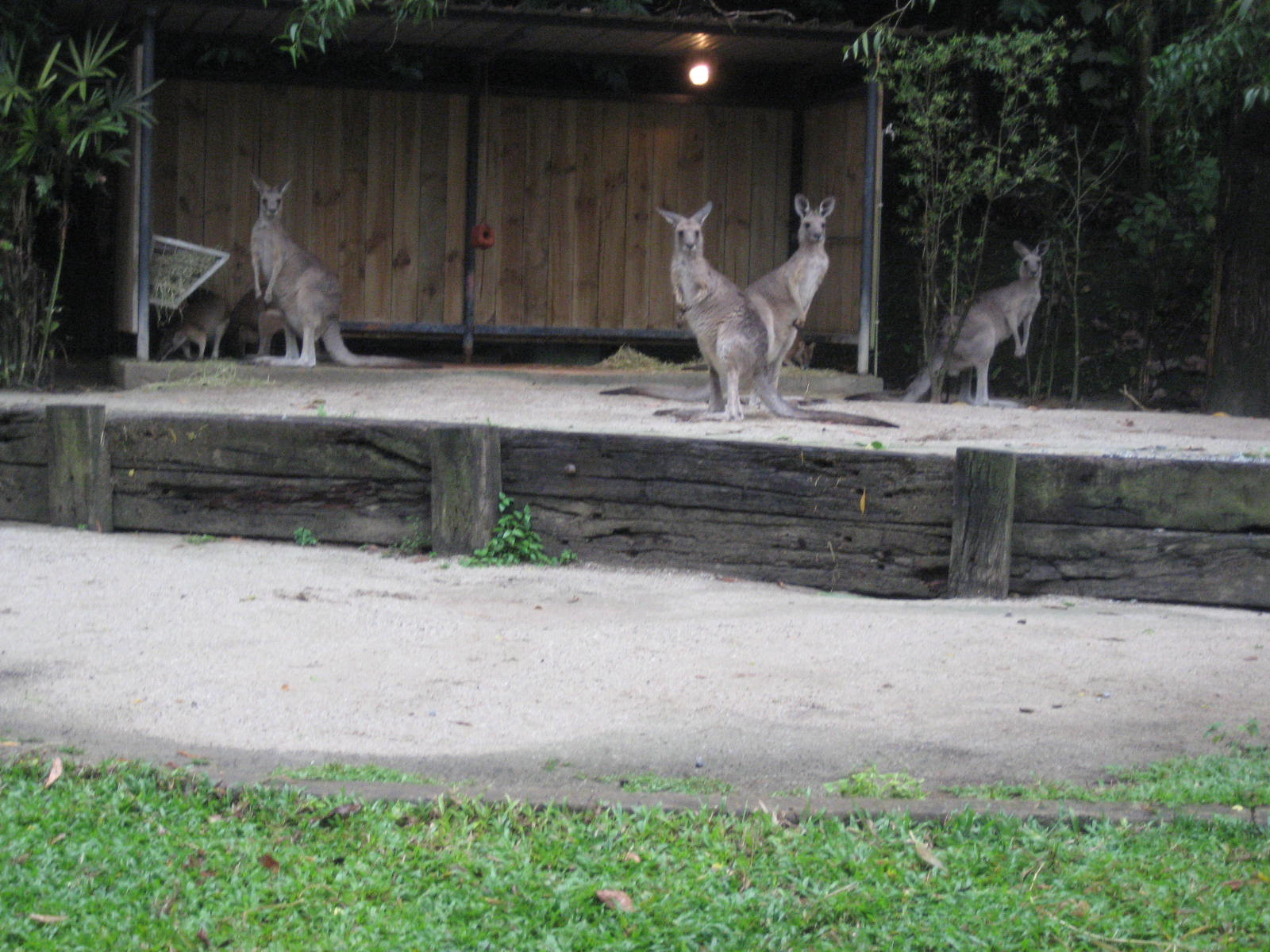
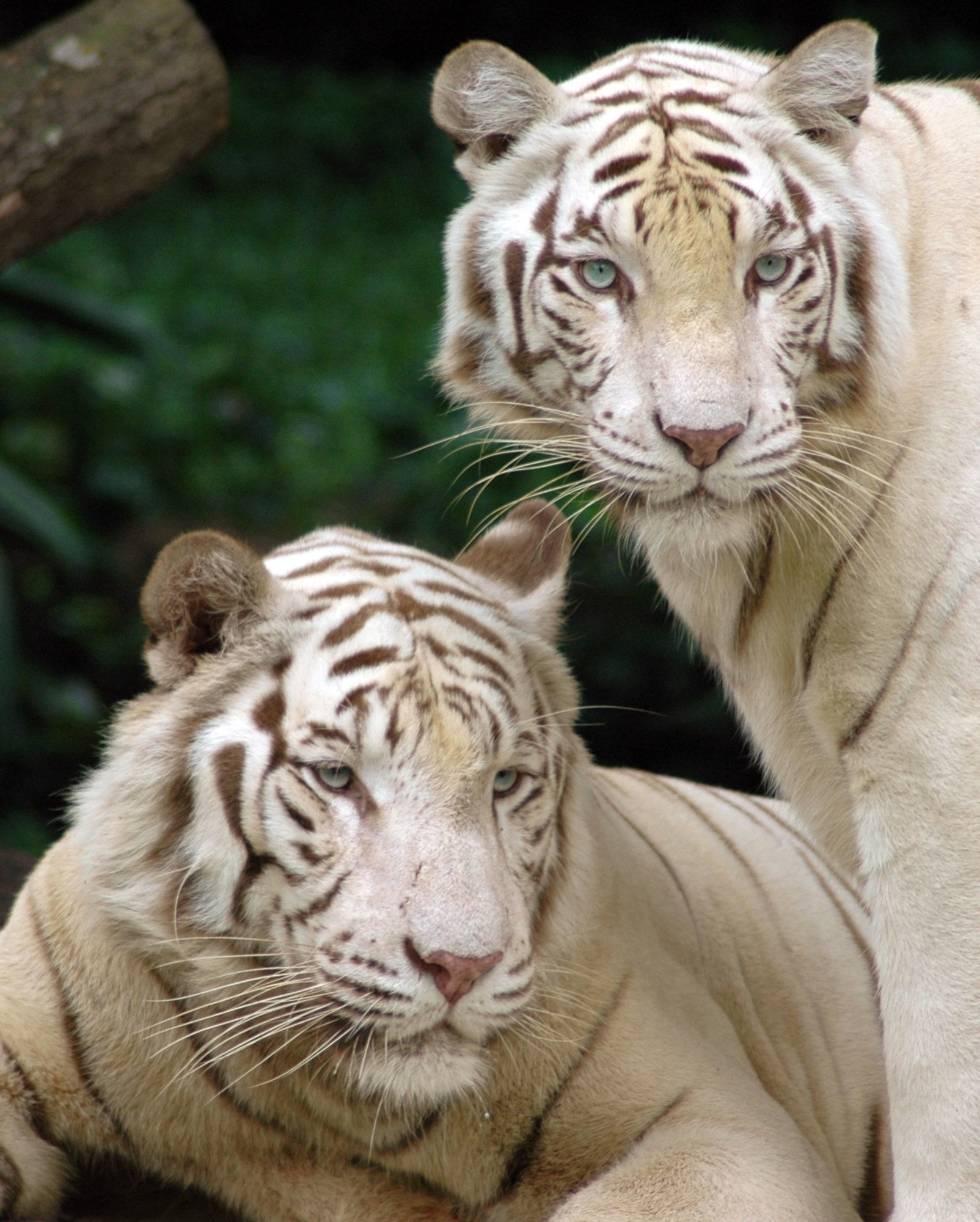
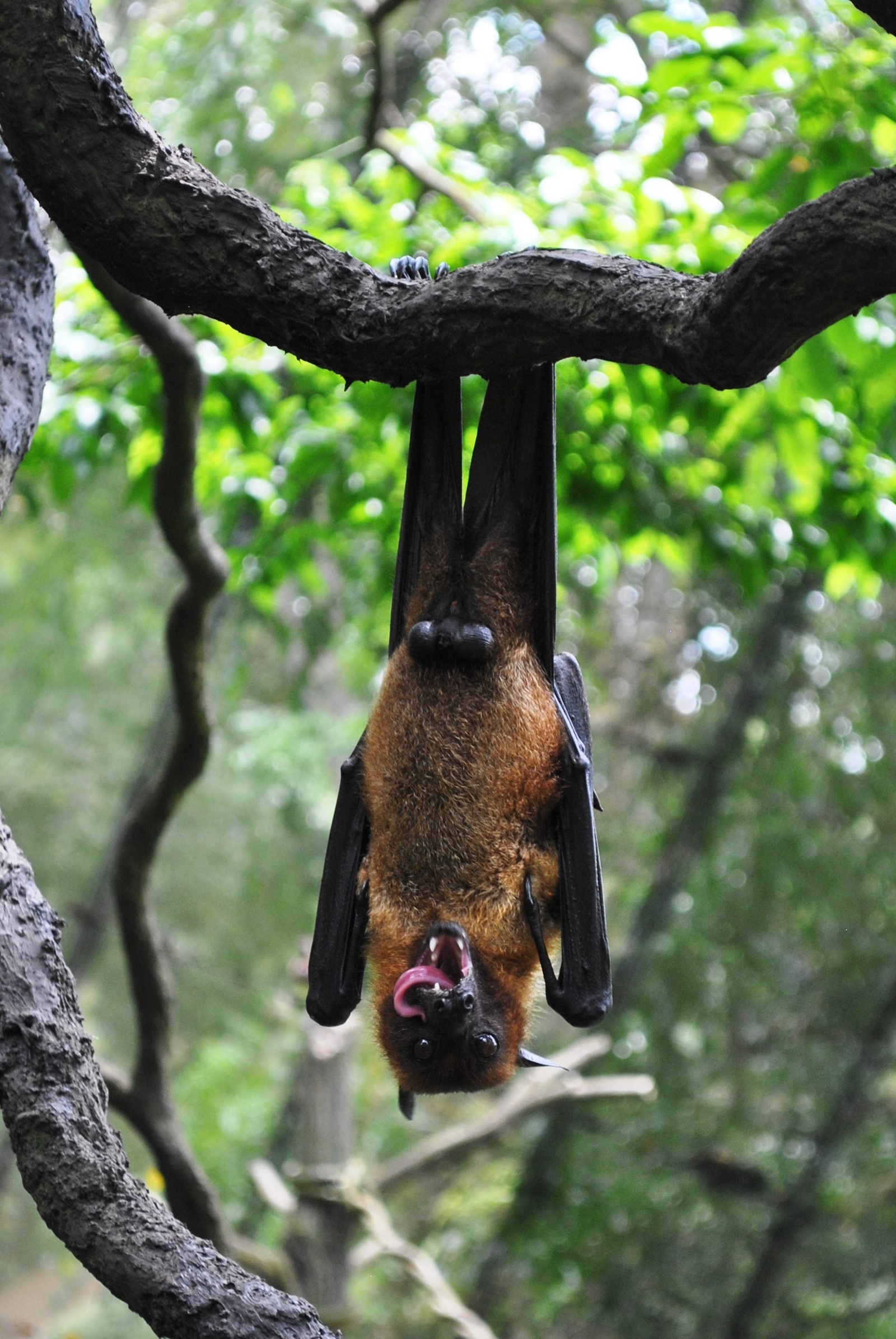